# Campionati europei individuali di ginnastica artistica 2013 - Cavallo con maniglie
La finale ad attrezzo al cavallo con maniglie ai Campionati Europei si è svolta allo Sportivnyj Kompleks Olimpijskij di Mosca, in Russia, il 20 aprile 2013.

## Podio
| Oro                         | Argento                  | Bronzo                   |
| Daniel Keatings Regno Unito | Krisztián Berki Ungheria | Max Whitlock Regno Unito |

## Qualificazioni
| Pos. | Ginnasta          | Totale | Qual. |
| ---- | ----------------- | ------ | ----- |
| 1    | Krisztián Berki   | 15.800 | Q     |
| 2    | Max Whitlock      | 15.533 | Q     |
| 3    | Filip Ude         | 15.400 | Q     |
| 4    | Donna Truyens     | 15.366 | Q     |
| 5    | Alberto Busnari   | 15.333 | Q     |
| 6    | Harutym Merinyan  | 15.233 | Q     |
| 7    | Saso Bertoncelj   | 15.233 | Q     |
| 8    | Daniel Keatings   | 15.225 | Q     |
| 9    | Andrėj Lichavicki | 15.100 | R1    |
| 10   | Vid Hidvegi       | 15.066 | R2    |
| 11   | Oleg Vernjajev    | 15.066 | R3    |

## Classifica
| Rank    | Gymnast             | D Score | E Score | Pen. | Total  |
| ------- | ------------------- | ------- | ------- | ---- | ------ |
| Oro     | Daniel Keatings     | 6.700   | 8.900   | —    | 15.600 |
| Argento | Krisztián Berki     | 6.700   | 8.833   | —    | 15.533 |
| Bronzo  | Max Whitlock        | 6.700   | 8.800   | —    | 15.500 |
| 4       | Alberto Busnari     | 6.700   | 8.733   | —    | 15.433 |
| 5       | Harutyum Merdinyan  | 6.400   | 8.966   | —    | 15.366 |
| 6       | Donna-Donny Truyens | 6.600   | 8.533   | —    | 15.133 |
| 7       | Sašo Bertoncelj     | 6.500   | 8.500   | —    | 15.000 |
| 8       | Filip Ude           | 6.200   | 8.066   | —    | 14.266 |